# Soft Gamma Repeater
Soft Gamma Repeater (Abkürzung SGR) sind eine Klasse von kompakten Sternen mit Ausbrüchen und Flares im Bereich der harten Röntgen- bzw. der weichen Gammastrahlung, die sich über einen Zeitraum von Tagen bis Jahrzehnten wiederholen. Im Gegensatz zu anderen isolierten Neutronensternen wird die emittierte Energie nicht aus der Rotationsenergie generiert.

## Eigenschaften
Die Entfernungen zu den Soft Gamma Repeatern sind im Allgemeinen nicht bekannt. Aus der räumlichen Verteilung am Himmel sind die Entfernungen auf durchschnittlich mehrere Kiloparsec geschätzt worden, da sich die SGR in der galaktischen Ebene befinden. Nur einige SGR wurden im oder nahe dem Zentrum von Supernovaüberresten beobachtet und deren Entfernung kann unabhängig bestimmt werden. Soft Gamma Repeater sind wegen ihrer Nähe zu Supernovaüberresten wahrscheinlich junge Neutronensterne, die durch einen Gravitationskollaps eines massiven Sterns entstanden sind.
Die Rotationsperioden der SGR liegen im Bereich von 2 bis 12 Sekunden und verlangsamen ihre Rotation mit 10−10 bis 10−12 s/s. Die Abbremsung ist nicht gleichförmig, sondern es treten wie bei Pulsaren Periodensprünge auf. Die Soft Gamma Repeater zeigen allerdings auch negative Periodensprünge, bei denen sich die Periode in einem sehr kurzen Zeitraum verlangsamt.
Ungefähr die Hälfte aller SGR kann im Bereich der Röntgenstrahlung auch außerhalb der Eruptionen nachgewiesen werden, mit sehr geringen Leuchtkräften von 1035 bis 1036 erg/s. Das Ruheröntgenspektrum kann als eine weiche Schwarzkörperstrahlung mit einem überlagerten Power-Law-Anteil beschrieben werden. Dazu kann ein geringer Anteil eines gepulsten harten Röntgenspektrums kommen, mit Energien von bis zu einem MeV.
Einige Soft Gamma Repeater konnten als lichtschwache optische Quellen im nahen Infrarot nachgewiesen werden, die auch gepulst sind. Die optische Strahlung kann korreliert oder antikorreliert zur Röntgen- bzw. Gammastrahlung sein. Auch im mittleren Infrarot wurden einige SGRs gefunden. Diese Strahlung wird als das Ergebnis einer Trümmerscheibe um den kompakten Stern interpretiert.

## Ausbrüche und Flares
Alle Soft Gamma Repeater zeigen kurze Flares mit einer maximalen Leuchtkraft von 1038 bis 1042 erg/s und einer Dauer von 0,01 bis einer Sekunde bei einem Median von 0,1 s. Sie bestehen normalerweise aus einem bzw. wenigen Pulsen mit einem steilen Anstieg und einem langsamen Abfall. Ein Flare kann einzeln oder als eine Gruppe von 10 bis 100 über einen Zeitraum von einigen Stunden auftreten. Während einer Flareserie nimmt auch die permanente Strahlung leicht zu. Die emittierte Strahlung entspricht einem harten Bremsstrahlungsspektrum von 30 bis 40 keV.
Große Ausbrüche verfügen über Leuchtkräfte von 1044 bis 1046 erg/s. Sie beginnen mit einem kurzen harten Spike und einem langsam abfallenden Ausklingen mit überlagerter pulsierender Strahlung. Der Beginn des Ausbruchs wird als Emission von einem relativistisch expandierenden Plasma aus Elektronen und Positronen interpretiert, während die pulsierende Strahlung als ein durch ein Magnetfeld gefesselter Feuerball angesehen wird, der um den kompakten Stern rotiert. Die Dauer eines großen Ausbruchs beträgt einige 10 Sekunden. Manchmal werden kurze Precursor vor dem eigentlichen Ausbruch beobachtet sowie ein Afterglow im Bereich der Radiostrahlung und der weichen Gammastrahlung.
Quasiperiodische Oszillationen im Bereich von 20 bis 150 Hz wurden im abfallenden Bereich von großen Ausbrüchen nachgewiesen. Bei einigen SGRs kann Radiostrahlung über einen Zeitraum von einigen Monaten nach den Ausbrüchen beobachtet werden. Die Radiostrahlung zeigt eine anisotrope Emission von relativistisch beschleunigter Materie mit einer Masse von 1024 bis 1025 Gramm in Form von Keulen.
Sehr selten werden schwache Ausbrüche mit Energien und Dauern zwischen den großen Ausbrüchen und den Flares beobachtet.

## Ungewöhnliche Röntgenpulsare
Die ungewöhnlichen Röntgenpulsare (engl. anomalous X-ray pulsar, kurz AXP) sind historisch von den Soft Gamma Repeatern unterschieden worden, da erstere im Bereich der Röntgenstrahlung entdeckt wurden, während Gammastrahlendetektoren die ersten Beobachtungen von Soft Gamma Repeatern lieferten. Heute wird angenommen, dass die beiden Sternklassen sich in ihren Eigenschaften nicht unterscheiden. Die beiden Klassen werden zusammengefasst als SGRs/AXPs.

## Magnetar-Modell
Das Standardmodell für Soft Gamma Repeater und ungewöhnliche Röntgenpulsare geht von Neutronensternen mit einer hohen magnetischen Flussdichte, den Magnetaren, aus. Dabei wird die emittierte Strahlung aus einem Magnetfeld von 1013 bis 1015 Gauß extrahiert. Diese Annahme beruht auf der Tatsache, dass
- die in der Rotation gespeicherte Energie in Neutronensternen für die in großen Ausbrüchen emittierte elektromagnetische Strahlung nicht ausreicht
- die AXP/SGR nicht in Doppelsternsystemen beobachtet werden und somit Akkretion wie bei den Röntgendoppelsternen ausgeschlossen werden kann
- die thermische Energie nicht ausreichend ist bei 10.000 Jahre alten Neutronensternen. Dies dürfte das mittlere Alter für Soft Gamma Repeater sein.

Die Argumentation für die hohe Magnetflussdichte stützt sich auf den schnellen Anstieg der großen Ausbrüche, die der Ausbreitungsgeschwindigkeit einer Alfvén-Welle um einen Neutronenstern entspricht. Die zweite Argumentationslinie bezieht sich auf die Beobachtung, dass in den Ausbrüchen die Eddington-Leuchtkraft um mehrere Größenordnungen überschritten wird und damit andere bekannte Emissionsmechanismen ausgeschlossen werden können.
Ein starkes Magnetfeld kann bei der Geburt des Neutronensterns erzeugt werden, wenn wegen rasch einsetzender Neutrinokühlung turbulente Konvektion auftritt und dadurch einen Dynamoeffekt erzeugt. Das Magnetfeld wird nachfolgend in der abkühlenden Kruste eingefroren. Alternativ könnte das Magnetfeld aus dem ursprünglichen Magnetfeld eines Sterns hoher Masse während des Gravitationskollaps verstärkt werden. Junge Magnetare dürften aufgrund von Dipolstrahlung und einem Sternwind aus elektrisch geladenen Partikeln, die mit dem Magnetfeld wechselwirken, innerhalb eines Zeitraums von einigen 1.000 Jahren rasch auf Rotationsperioden von einigen Sekunden abgebremst werden.
Das Magnetfeld deformiert die Kruste des Neutronensterns und erzeugt die persistente Röntgenstrahlung in den Ruhephasen durch geringe seismische Aktivitäten. Die Emission während der Flares und der großen Ausbrüche ist weniger gut verstanden. Entweder kommt es zu magnetischen Kurzschlüssen in den Feldlinien, wodurch die magnetische Energie in thermische Energie umgewandelt wird, oder alternativ könnte die Kruste des Neutronensterns durch magnetischen Stress aufbrechen und dadurch Energie ähnlich wie bei einem Erdbeben freisetzen.
Das traditionelle Magnetarmodell wird durch die AXPs/SGRs SGR 0418+5729 und Swift J1822−1606 in Frage gestellt. Deren Magnetfeld, abgeleitet aus den gemessenen Periodenverlangsamungen, liegt im Bereich von 1012 G. Dieser Wert entspricht dem von normalen Radiopulsaren. Aber weder zeigen Pulsare das Verhalten von Soft Gamma Repeatern noch wurde bei AXPs/SGRs jemals gepulste Radiostrahlung beobachtet. Allerdings hat der Röntgenpulsar PSR J1846–0258 im Mai 2008 vier kurze Bursts gezeigt, die ähnlich, aber nicht identisch, mit den Flares von Soft Gamma Repeatern sind.

## Alternative Modelle
Neben dem Magnetarmodell sind alternative Hypothesen entwickelt worden, um einige ungewöhnliche SGRs/AXPs zu erklären oder das Magnetarmodell zu ersetzen:
- Massereiche Weiße Zwerge mit starken Magnetfeldern und Emissionsmechanismen ähnlich dem Magnetarmodell[13]
- Durch Akkretion in Doppelsternsystemen mit einem Neutronenstern, der über eine ungewöhnlich steife Kruste verfügt[14]
- White dwarf pulsar, wobei Weiße Zwerge mit einem starken Magnetfeld wie klassische Pulsare agieren[15]
- Als Wechselwirkung mit einer Fallbackscheibe[16]
- Als Quarkstern mit einem starken Magnetfeld[17]

## Beispiele
- 1E 2259+586
- SGR 0418+5729
- SGR 1806−20
- SGR 1900+14
- SGR 1935+2154
- SWIFT J1834−0846
- SWIFT J1822.3−1606